# 969 v.Chr.

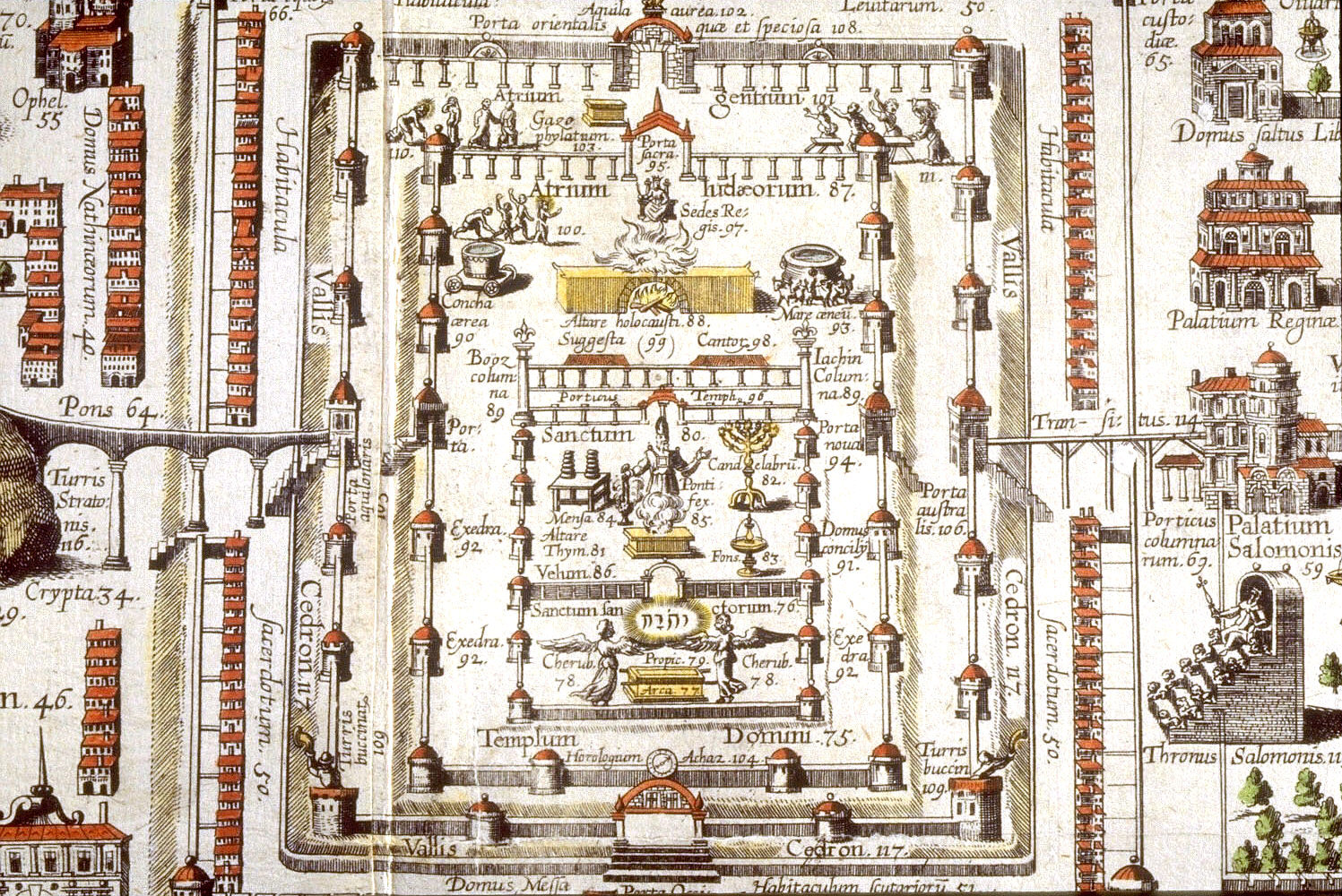
Artistieke beschrijven de tempel in Jeruzalem door Christiaan van Adrichem (1584).

Het jaar 969 v.Chr. is een jaartal in de 10e eeuw v.Chr. volgens de christelijke jaartelling.

## Gebeurtenissen
- Begin van de regeerperiode van Hiram I, koning van Tyrus.Hij vergaart rijkdom door handel langs de kusten van de Rode Zee en de Middellandse Zee.
- Mogelijk begint in dit jaar de bouw aan de Joodse tempel in Jeruzalem, met behulp van de Feniciërs.